# Nong Wua So (huyện)
Nong Wua So (tiếng Thái: หนองวัวซอ) là một huyện (amphoe) ở phía tây của tỉnh Udon Thani, đông bắc Thái Lan.

## Địa lý
Các huyện giáp ranh (từ phía bắc theo chiều kim đồng hồ) là: Kut Chap, Mueang Udon Thani và [[huyện Nong Saeng, tỉnh Udon Thani|Nong Saeng]] của tỉnh Udon Thani, Khao Suan Kwang của tỉnh Khon Kaen và Non Sang và Mueang Nongbua Lamphu của tỉnh Nongbua Lamphu.

## Lịch sử
Đơn vị này đã được lập làm một tiểu huyện (king amphoe) ngày 1 tháng 4 năm6 1971, khi được tách ra từ Mueang Udon Thani. Đơn vị này đã được nâng cấp thành huyện ngày 1 tháng 4 năm 1974.

## Hành chính
Huyện này được chia thành 8 phó huyện (tambon), các đơn vị này lại được chia ra thành 78 làng (muban). Có hai thị trấn (thesaban tambon) - Nong Wua So nằm trên một phần của tambon Nong Wua So và Mak Ya; and Nong O Non Wai nằm trên một phần của tambon Nong O và Non Wai. Có 7 Tổ chức hành chính tambon.
| STT. | Tên          | Tên Thái  | Số làng | Dân số |  |
| ---- | ------------ | --------- | ------- | ------ |  |
| 1.   | Mak Ya       | หมากหญ้า   | 12      | 8.077  |  |
| 2.   | Nong O       | หนองอ้อ    | 11      | 9.055  |  |
| 3.   | Up Mung      | อูบมุง      | 10      | 8.435  |  |
| 4.   | Kut Mak Fai  | กุดหมากไฟ  | 11      | 7.984  |  |
| 5.   | Nam Phon     | น้ำพ่น      | 8       | 6.789  |  |
| 6.   | Nong Bua Ban | หนองบัวบาน | 9       | 6.077  |  |
| 7.   | Non Wai      | โนนหวาย   | 9       | 7.738  |  |
| 8.   | Nong Wua So  | หนองวัวซอ  | 8       | 7.503  |  |